# Sif Ruud
Pour les articles homonymes, voir Ruud.
Sif (Einarsdotter) Ruud est une actrice suédoise, née le 6 mai 1916 à Stockholm où elle est morte le 15 août 2011.

## Biographie
Entre 1934 et 1937, Sif Ruud apprend l'art du théâtre à la Dramatens elevskola, l'école du théâtre dramatique royal de Stockholm (Kungliga Dramatiska Teatern en suédois, abrégé Dramaten).
Après une première pièce au Dramaten en 1934, sa deuxième au même lieu est Roméo et Juliette de William Shakespeare en 1953 (avec Jarl Kulle et Anita Björk dans les rôles-titre).
Toujours au Dramaten, où elle se produit dans plus de quatre-vingts pièces jusqu'en 2001, citons également La Marque du poète d'Eugene O'Neill (création mondiale, 1957, avec Inga Tidblad et Lars Hanson), L'Avare de Molière (1961, avec Allan Edwall), La Maison de Bernarda Alba de Federico García Lorca (1974, avec Mona Malm), L'Opéra de quat'sous de Bertolt Brecht, sur une musique de Kurt Weill (1988, avec Ewa Fröling et Mats Bergman), ainsi que Cyrano de Bergerac d'Edmond Rostand (1999, avec Krister Henriksson dans le rôle-titre et Mats Bergman).
Au cinéma, Sif Ruud contribue à cent-quatorze films suédois entre 1938 et 1996, dont La Femme sans visage de Gustaf Molander (1947, avec Alf Kjellin et Anita Björk), Les Fraises sauvages d'Ingmar Bergman (1958, avec Victor Sjöström et Bibi Andersson), Le Père d'Alf Sjöberg (1969, avec Gunnel Lindblom et Lena Nyman — adaptation de la pièce éponyme d'August Strindberg qu'elle joue au Dramaten en 1968 —), Paradis d'été de Gunnel Lindblom (1977, avec Holger Löwenadler), ou encore Les Meilleures Intentions de Bille August (1992, avec Samuel Fröler et Pernilla August).
Pour la télévision enfin, elle participe à dix-huit téléfilms (1958-1996) et dix séries (1966-1991).

## Théâtre au Dramaten (sélection)
- 1934 : Sanningens pärla de Zacharias Topelius, mise en scène de Rune Carlsten : Fiken Blomster
- 1953 : Roméo et Juliette (Romeo och Julia) de William Shakespeare, mise en scène d'Alf Sjöberg : la nourrice
- 1953 : Liolà de Luigi Pirandello, mise en scène de Mimi Pollak : la mère Gesa / la mère Ninfa
- 1954 : L'Employé de confiance (Privatsekreteraren) de T. S. Eliot, mise en scène de Bengt Ekerot : Mme Guzzard
- 1954 : Mariana Pineda de Federico García Lorca, mise en scène de Mimi Pollak, décors et costumes de Marik Vos-Lundh : Isabel la Clavela
- 1954 : La Farce de Maître Pathelin (Farsen om mäster Pierre Patelin), pièce anonyme, mise en scène de Bengt Ekerot : Guillemette, l'épouse de Maître Pathelin
- 1955 : Macbeth de William Shakespeare, mise en scène de Bengt Ekerot, costumes de Marik Vos-Lundh : la première sorcière
- 1955 : Oncle Vania (Onkel Vanja) d'Anton Tchekhov : Marina, la vieille nourrice
- 1956 : Ornifle ou le Courant d'air (Ornifle) de Jean Anouilh, mise en scène de Mimi Pollak, décors et costumes de Marik Vos-Lundh : Nénette
- 1956 : Kröningen de Lars Forssell mise en scène de Bengt Ekerot : la nourrice
- 1957 : La Marque du poète (Ett stycke poet) d'Eugene O'Neill : Nora Melody
- 1957 : Ivanov d'Anton Tchekhov, décors de Marik Vos-Lundh : Marga Egorovna Babakina
- 1958 : Vu du pont (Utsikt från en bro) d'Arthur Miller, mise en scène d'Alf Sjöberg : Béatrice Carbone
- 1958 : L'Importance d'être Constant (Mister Ernest) d'Oscar Wilde, mise en scène de Mimi Pollak : Lady Bracknell
- 1958 : The Emperor Jones (Kejsar Jones) d'Eugene O'Neill, mise en scène de Bengt Ekerot, décors de Marik Vos-Lundh : une vieille indigène
- 1958 : Mesure pour mesure (Lika för lika) de William Shakespeare, mise en scène d'Alf Sjöberg : Maîtresse Exagérée
- 1959 : La Puissance des ténèbres (Mörkrets makt) de Léon Tolstoï, mise en scène d'Alf Sjöberg, costumes de Marik Vos-Lundh : Matrjona
- 1959 : Le Bourgeois gentilhomme (Borgare och adelsman) de Molière, mise en scène de Bengt Ekerot : Mme Jourdain
- 1959 : L'Homme d'État âgé (Offentlig person) de T. S. Eliot : Mme Piggot
- 1960 : Crimes et Délits (Brott och brott) d'August Strindberg, décors et costumes de Marik Vos-Lundh : Madame Catherine
- 1960 : Loups et Brebis (Vargar och lamm) d'Alexandre Ostrovski, décors et costumes de Marik Vos-Lundh : Meropija Davidovna Mursavetskaja
- 1961 : L'Avare (Den girige) de Molière : Frosine
- 1961 : Yerma de Federico García Lorca, mise en scène de Bengt Ekerot, décors et costumes de Marik Vos-Lundh : la vieille femme méchante
- 1961 : Le Testament de Sa Grâce (Hans nåds testamente), adaptation du roman éponyme de Hjalmar Bergman : Mme Enberg
- 1962 : Andorra de Max Frisch, décors de Marik Vos-Lundh : la mère
- 1962 : Roots (Rötter) d'Arnold Wesker : Daphne Bryant
- 1963 : Söndagspromenaden de Lars Forssell, mise en scène de Bengt Ekerot, décors et costumes de Marik Vos-Lundh : Suleima
- 1964 : Our Town (Vår lilla stad) de Thornton Wilder : Mme Gibbs
- 1964 : La Célestine (Celestina) de Fernando de Rojas, mise en scène de Mimi Pollak : rôle-titre
- 1965 : Mère Courage et ses enfants (Mutter Courage) de Bertolt Brecht, mise en scène et décors d'Alf Sjöberg : la première paysanne
- 1965 : Faust de Johann Wolfgang von Goethe : Marthe
- 1966 : L'Anniversaire (Födelsedagskalaset) d'Harold Pinter, décors et costumes de Marik Vos-Lundh : Meg
- 1967 : Délicate Balance (Balansgång) d'Edward Albee, mise en scène de Bo Widerberg : Edna
- 1968 : Le Père (Fadren) d'August Strindberg, mise en scène d'Alf Sjöberg : Margaret, la nourrice
- 1969 : Woyzeck de Georg Büchner, mise en scène d'Ingmar Bergman, décors de Marik Vos-Lundh : la grand-mère
- 1973 : Barouf à Chioggia (Gruffet i Chiozza) de Carlo Goldoni, mise en scène d'Alf Sjöberg : Donna Libera
- 1974 : La Maison de Bernarda Alba (Bernardas hus) de Federico García Lorca : Poncia
- 1974 : Knock ou le Triomphe de la médecine (Doktor Knock) de Jules Romain : Mme Parpalaid
- 1974 : La Vie de Galilée (Galilei) de Bertolt Brecht, mise en scène d'Alf Sjöberg : Mme Sarti
- 1977 : Erik XIV d'August Strindberg, mise en scène d'Alf Sjöberg : la mère de Göran Perssons
- 1979 : Mesure pour mesure (Lika för lika) de William Shakespeare : Maîtresse Exagérée
- 1985 : Jeux de chat (Kattlek) d'István Örkény, décors de Mago : Mme Orban
- 1986 : Några sommarkvällar på jorden d'Agneta Pleijel, mise en scène de Gunnel Lindblom : Mamma Karna
- 1987 : Drottningens juvelsmycke de Carl Jonas Love Almqvist : une actrice
- 1988 : L'Opéra de quat'sous (Tolvskillingsoperan) de Bertolt Brecht, musique de Kurt Weill : Mme Fifi
- 1989 : Hittebarnet d'August Blanche, décors de Mago : Mme Wahlström
- 1990 : True West (en riktig Western) de Sam Sheppard, mise en scène de Bibi Andersson : Mamma
- 1990 : Nilsson et Olsson (Nilsson och Olsson) de (et mise en scène par) Hans Alfredson : la grand-mère
- 1993 : Idlaflickorna de Kristina Lugn, costumes de Mago : Lillemor
- 1997 : The Cripple of Inishmaan (Krymplingen på Inishmaan) de Martin McDonagh, mise en scène de Peter Dalle : Mammy
- 1999 : Cyrano de Bergerac d'Edmond Rostand : la duègne / Mère Marguerite de Jésus
- 1999 : Markurells i Wadköping de Hjalmar Bergman, mise en scène de Peter Dalle : la tante Rüttenschöld
- 2001 : L'Habilleur (Påklädaren) de Ronald Harwood : la vieille dame

## Filmographie partielle

### Cinéma
- 1941 : Första divisionen d'Hasse Ekman : l'infirmière de Sperling
- 1946 : Il pleut sur notre amour (Det regnar på vår kärlek) d'Ingmar Bergman : Gerti Törnberg
- 1947 : La Femme sans visage (Kvinna utan ansikte) de Gustaf Molander : Magda Svensson
- 1948 : Ville portuaire (Hamnstad) d'Ingmar Bergman : Mme Krona
- 1949 : Kärleken segrar de Gustaf Molander : Mme Holm
- 1949 : Rien qu'une mère (Bara en mor) d'Alf Sjöberg : l'enseignante
- 1949 : La Fontaine d'Aréthuse (Törst) d'Ingmar Bergman : la veuve
- 1949 : Frånskild de Gustaf Molander : Rut Boman
- 1950 : Vers la joie (Till glädje) d'Ingmar Bergman : Stina
- 1952 : Säg det med blommor de Lars-Eric Kjellgren : Helena Blomkvist
- 1953 : Malin går hem de Mimi Pollak : l'infirmière Greta
- 1953 : Barabbas d'Alf Sjöberg : la tenancière de maison close à Jérusalem
- 1953 : I dimma dold de Lars-Eric Kjellgren
- 1954 : Storm över Tjurö d'Arne Mattsson : Alma Persson
- 1956 : Swing it, fröken de Stig Olin : Mme Nilsson
- 1956 : Sceningång de Bengt Ekerot : la propriétaire
- 1957 : Les Fraises sauvages (Smultronstället) d'Ingmar Bergman : la tante Olga
- 1958 : Damen i svart : Aina Engström
- 1958 : Mademoiselle Avril (Fröken April) de Göran Gentele : Mme Nilsson
- 1958 : Le Visage (Ansiktet) d'Ingmar Bergman : Sofia Garp
- 1959 : Det svänger på slottet d'Alf Kjellin : Mme Brick
- 1960 : Sommar och syndare d'Arne Mattsson : Mme Prytz
- 1961 : Ljuvlig är sommarnatten d'Arne Mattsson : Gretel Ström
- 1963 : Kurragömma de Lars-Magnus Lindgren : Lucie
- 1969 : Le Père (Fadern) d'Alf Sjöberg : Margaret, la nourrice
- 1969 : Ni ljuger de Vilgot Sjöman : Anna, la mère de Bjoern
- 1974 : Dunderklumpen (Dunderklumpen!) de Per Åhlin (film d'animation) : Elvira Fattigan (voix)
- 1974 : En handfull kärlek de Vilgot Sjöman : Thekla Renholm
- 1975 : Maria de Mats Arehn (sv) :
- 1976 : Face à face (Ansikte mot ansikte) d'Ingmar Bergman : Elisabeth Wankel
- 1977 : Paradis d'été (Paradistorg) de Gunnel Lindblom : Emma
- 1979 : Du är inte klok, Madicken de Göran Graffman : Linus-Ida
- 1980 : Barnens ö de Kay Pollak : Mme Bergman-Ritz
- 1980 : Madicken på Junibacken de Göran Graffman : Linus-Ida
- 1987 : Nuits d'été (Sommarkvällar på jorden) de Gunnel Lindblom : Karna
- 1992 : Les Meilleures Intentions (Den Goda viljan) de Bille August : Beda Bergman
- 1995 : Pensionat Oskar de Susanne Bier : Evelyn
- 1995 : Alfred de Vilgot Sjöman : Andriette Nobel

### Télévision
- 1981 : Le Malentendu (Missförståndet) de Bo Widerberg (téléfilm) : la mère